# Hoikanriisi
Hoikanriisi är en ö i Finland. Den ligger i Bottenviken och i kommunen Karlö i den ekonomiska regionen  Uleåborgs ekonomiska region i landskapet Norra Österbotten, i den norra delen av landet. Ön ligger omkring 22 kilometer nordväst om Uleåborg och omkring 550 kilometer norr om Helsingfors.
Öns area är 0,8 hektar och dess största längd är 350 meter i öst-västlig riktning. Närmaste större samhälle är Haukipudas, 16,8 km nordost om Hoikanriisi.